# 카르투시오회

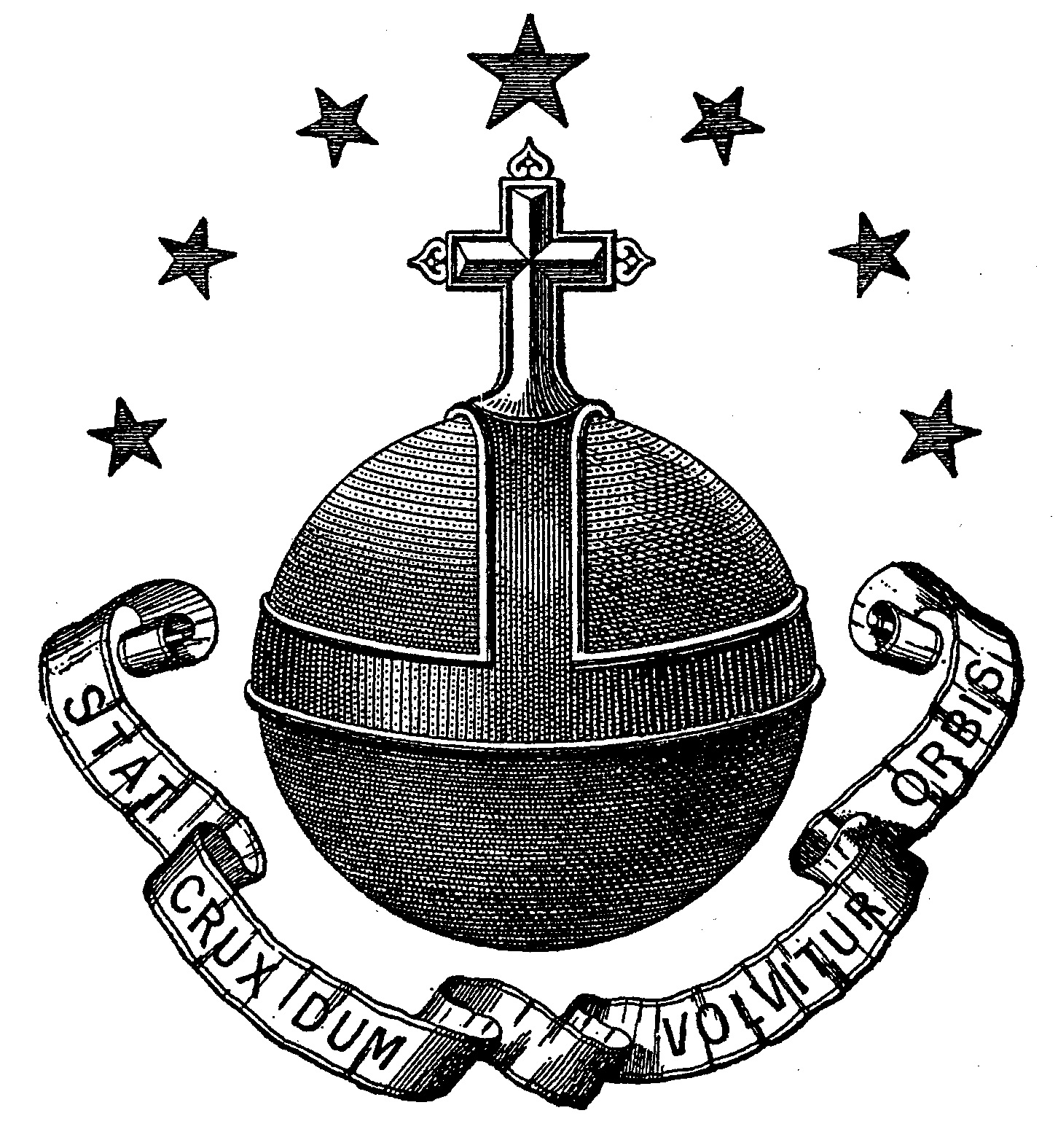
카르투시오회의 문장

카르투시오 수도회(라틴어: Ordo Cartusiensis) 또는 성 브루노 수도회는 가톨릭교회의 봉쇄 수도회 가운데 하나이다. 1084년 쾰른의 성 브루노에 의해 설립되었으며, 남자 수도회와 여자 수도회 모두 갖추고 있다. 카르투시오회는 성 베네딕토 규칙 대신에 자체적인 규칙을 가지고 있으며, 은수자적인 삶과 수도자로서의 삶을 겸비하고 있는 것이 특징이다.
카르투시오라는 명칭은 샤르트뢰즈 산악 지대에서 유래한 것이다. 성 브루노는 프랑스 알프스 지역의 산맥 계곡에 있는 곳에 자신이 은둔할 곳을 마련하였다. 카르투시오회의 모토는 라틴어로 “세상은 돌지만, 십자가는 우뚝하다.”(Stat crux dum volvitur orbis)이다.